# Joint European Torus

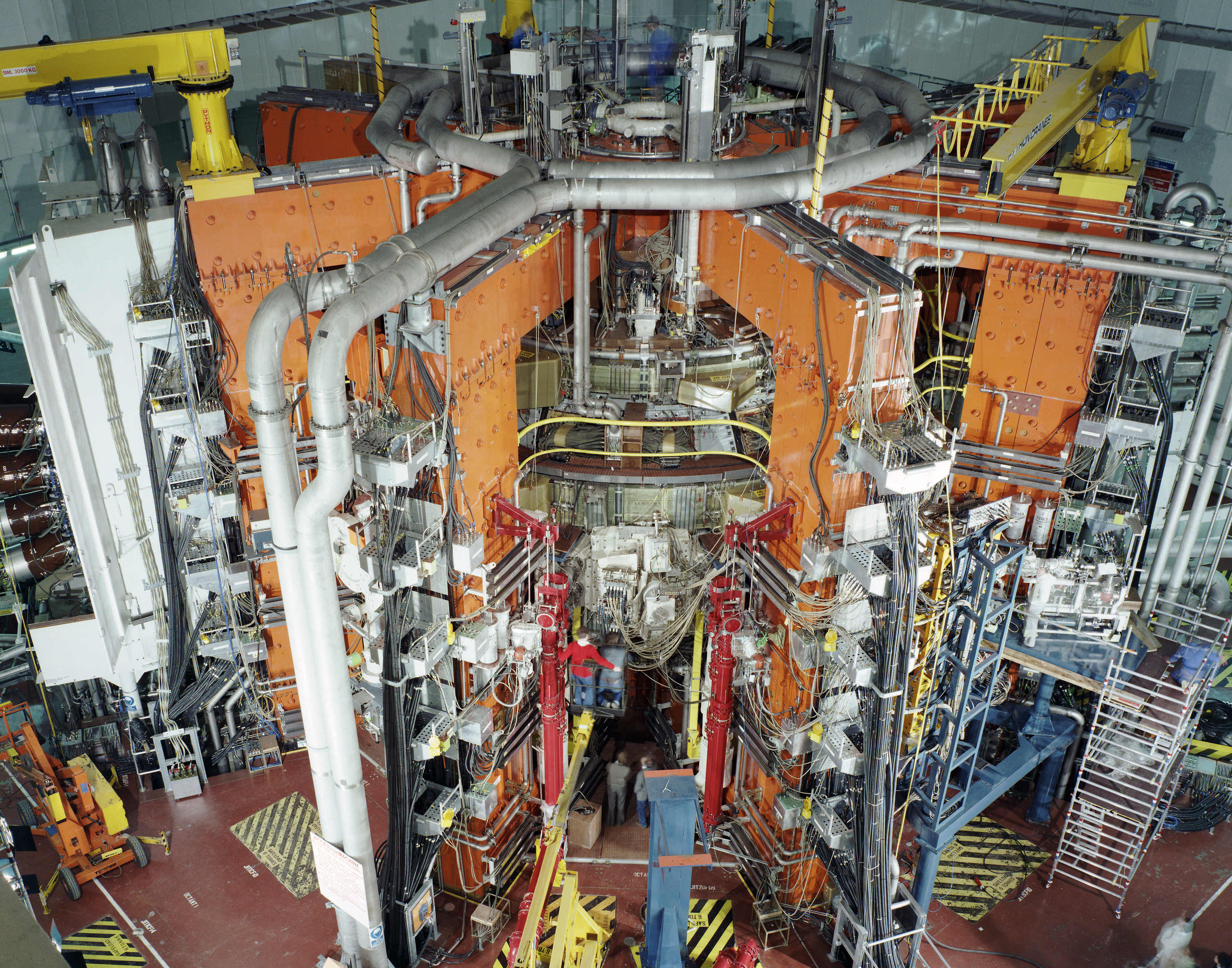
Tokamak JET w 1991 roku

Joint European Torus (JET) – największy tokamak; znajduje się w Wielkiej Brytanii w pobliżu miasta Culham.
Budowę prowadziły wspólnie kraje europejskie – rozpoczęła się w 1978 r., a pierwsze eksperymenty przeprowadzono w 1983 r. Badania prowadzone z użyciem JET koordynuje organizacja European Fusion Development Agreement.
Reaktor jest przystosowany do reakcji syntezy termojądrowej z wykorzystaniem deuteru i trytu. JET osiągnął rekordową moc syntezy termojądrowej – 16 MW. Aktualnie prowadzone z jego użyciem eksperymenty mają posłużyć głównie do projektowania reaktora ITER.

## Kalendarium[1]
- 1973 – Rozpoczęcie prac projektowych
- 1977 – Wybór Culham jako lokalizacji dla JET
- 25 czerwca 1983 – Pierwsze uzyskanie plazmy w tokamaku JET
- 9 kwietnia 1984 – Oficjalne otwarcie JET przez królową Elżbietę II
- 9 listopada 1991 – Pierwsze na świecie kontrolowane pozyskanie energii z syntezy jądrowej
- 1993 – Zastosowanie diwertora w nowej konfiguracji JET
- 1997 – JET uzyskuje 16 MW mocy, co jest rekordem świata w dziedzinie syntezy jądrowej
- 1998 – Pierwsze użycie zdalnego sterowania pracą wewnątrz komory
- 2000 – Koordynacja badań zostaje oparta na „Europejskim porozumieniu w sprawie rozwoju syntezy jądrowej” (EFDA), które zostało podpisane przez wszystkie 27 państw członkowskich UE oraz Szwajcarię
- 2006 – JET rozpoczyna pracę w „ITERowej” konfiguracji magnetycznej
- 2009–2011 – Instalacja nowej ściany tokamaka w celu testowania materiałów, które zostaną użyte w reaktorze ITER
- 2011 – Eksperymenty z nową ścianą typu „all-metal”
- 14 lipca 2014 – Komisja Europejska podpisała kontrakt na finansowanie kwotą 283 mln EUR następnych 5 lat eksperymentów w JET
- w marcu 2019, w czasie trwających rozmów związanych z wyjściem UK z Unii Europejskiej, przedłużono kontrakt z JET na następne 5 lat, do końca 2023 roku[2]
- 14 października 2023 ogłoszono, że działalność JET zostanie w tym miesiącu zakończona[3]; rozbiórka reaktora JET zaplanowana została do roku 2040[4]

## Dane techniczne
- Waga komory próżniowej: 100 ton
- Waga toroidalnych cewek: 384 tony
- Waga żelaznego rdzenia: 2800 ton
- Wykonanie ścian: beryl, wolfram
- Większy promień plazmy: 2,96 m
- Mniejszy promień plazmy: 2,10 m (w poziomie), 1,25 m (w pionie)
- Długość impulsu: 20–60 s
- Toroidalne pole magnetyczne (w osi plazmy): 3,45 T
- Prąd plazmy: 3,2 MA (w plazmie w kształcie okrągłym), 4,8 MA (w kształcie litery D)
- Trwałość plazmy: 5–30 s
- Dodatkowe źródła ogrzewania:
  - Ogrzewanie wiązką cząstek neutralnych ≤23 MW
  - Ogrzewanie falami radiowymi ≤15 MW
- Główna diagnostyka:
  - Kamery w zakresie widzialnym i podczerwonym
  - Liczne cewki magnetyczne – zapewniają pomiary pola magnetycznego, prądu i energii
  - Spektroskopia – dostarcza wiedzy o temperaturze elektronów i gęstości elektronowej plazmy
  - Interferometr – pomiary gęstości plazmy
  - Spektrometry zakresów widzialnego / UV / promieniowania X – pomiary temperatur i gęstości
  - Bolometr – pomiar strat energii z plazmy
  - Różnego typu sondy umiejscowione w plazmie – dokładne pomiary natężenia przepływu i temperatury
  - Kamery miękkiego promieniowania X badające magnetohydrodynamiczne właściwości plazmy
  - Monitory twardego promieniowania rentgenowskiego
- Diagnostyka neutronowa:
  - Zliczanie neutronów: liczba neutronów opuszczających plazmę wiąże się bezpośrednio z mocą fuzji.
  - Spektroskopia neutronowa: energia neutronów jest ściśle związana z reaktywnością paliwa i rozkładem prędkości jonów.

## Przyszłość
Naukowcy z Oxfordshire przygotowują się do przeprowadzenia kolejnych prób fuzji, które mają rozpocząć się w 2015. Spodziewają się oni pobicia ich własnego rekordu świata w ilości mocy (16 MW) wyprodukowanej w wyniku fuzji jądrowej.